# Orzeł (Skamieniałe Miasto)

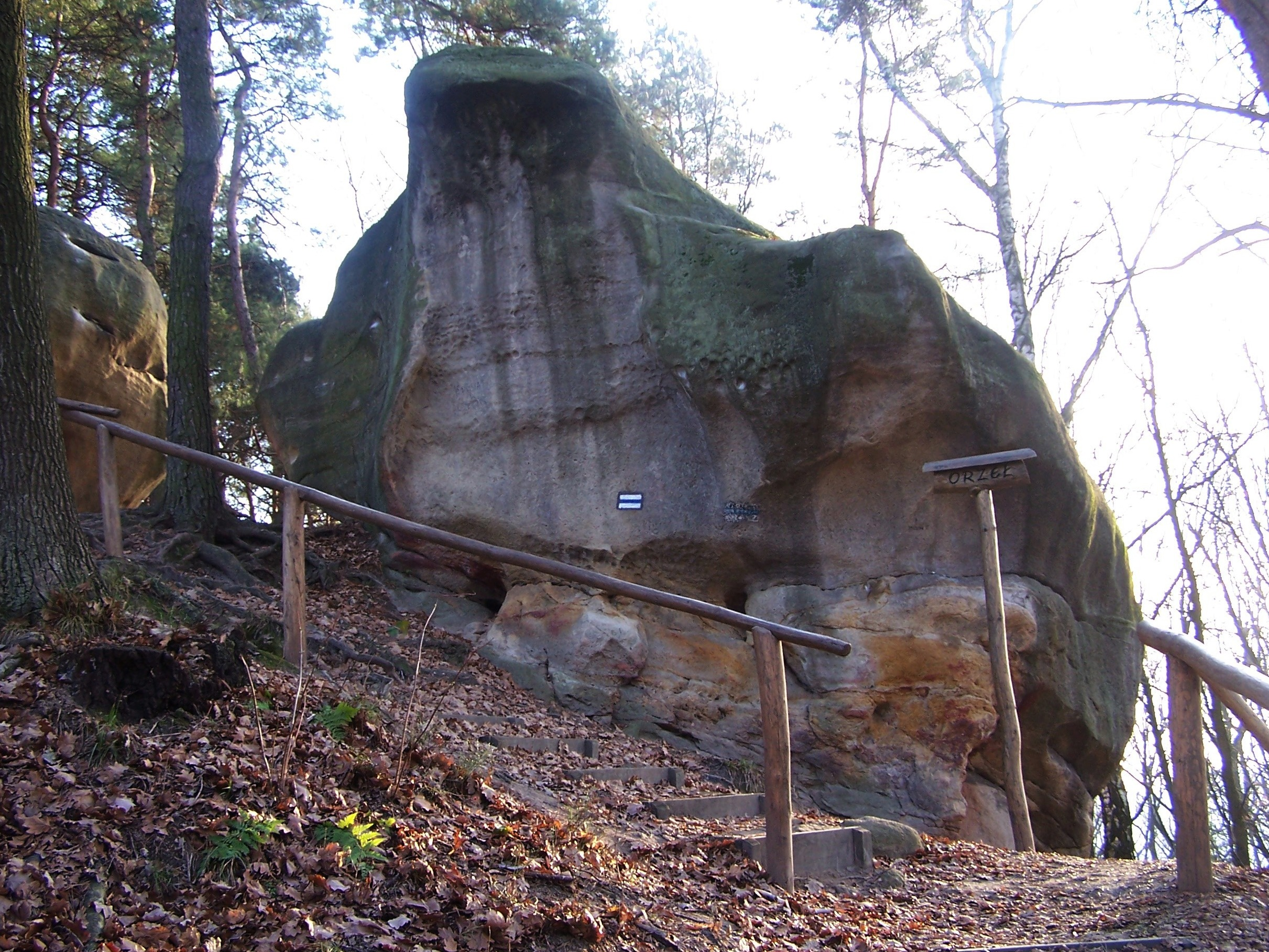
Orzeł, widok od północnej strony

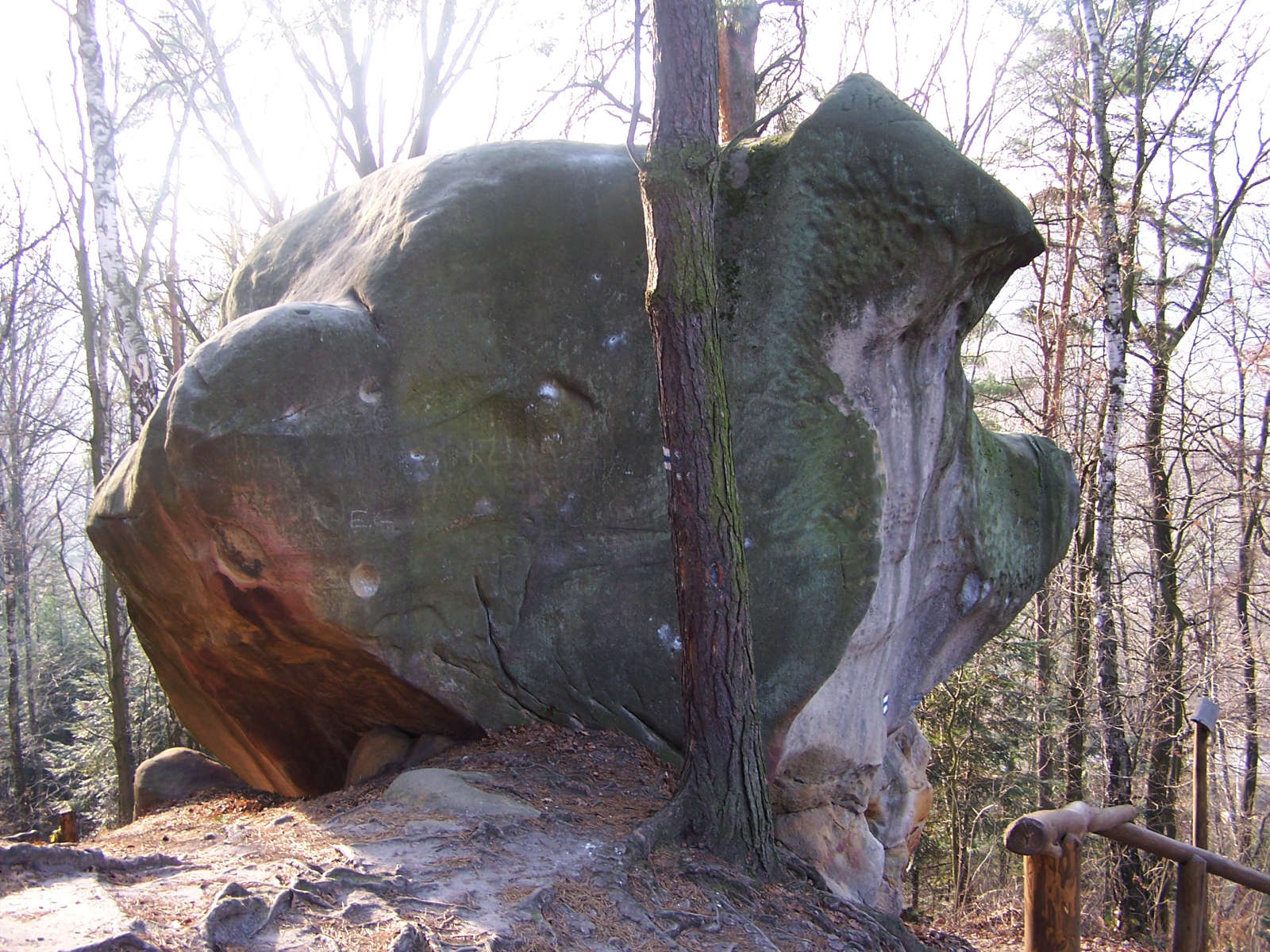
Orzeł, widok z południowej strony

Orzeł – jeden z ostańców w Grupie Borsuka w rezerwacie przyrody Skamieniałe Miasto na Pogórzu Ciężkowickim, w mieście Ciężkowice w województwie małopolskim, w powiecie tarnowskim, w gminie miejsko-wiejskiej Ciężkowice. Jest najniżej położonym z ostańców tej grupy. Znajduje się zaraz powyżej Warowni Dolnej i Warowni Górnej, na zachodnim, opadającym do doliny Białej stoku wzgórza Skała.
Nazwa skały związana jest z jej kształtem – widziana z dołu, ze szlaku turystycznego, swoim wyglądem przypomina orła. Jednak z przeciwnej strony bardziej podobna jest do żółwia.
Podobnie, jak wszystkie pozostałe skały w Skamieniałym Mieście Orzeł zbudowany jest z piaskowca ciężkowickiego. Wyodrębnił się w okresie polodowcowym w wyniku selektywnego wietrzenia. Najbardziej na wietrzenie narażone były płaszczyzny spękań ciosowych, przetrwały zaś fragmenty najbardziej odporne na wietrzenie. Doprowadziło to do powstania różnorodnych, izolowanych od siebie form skałkowych. W procesie ich powstawania odegrały rolę również powierzchniowe ruchy grawitacyjne i obrywy, które powodowały przemieszczenia się niektórych ostańców i ich wychylenia od pionu.
Pomiędzy skałami Grupy Borsuka prowadzi znakowany szlak turystyczny. Wędrówkę nim można rozpocząć od parkingu znajdującego się w odległości około 1 km od centrum Ciężkowic, po lewej stronie drogi wojewódzkiej nr 977 z Tarnowa do Gorlic.
Orzeł nadaje się do boulderingu. Jest na nim 16 dróg wspinaczkowych (baldów) o trudności od 4 do 8 w skali francuskiej. Wspinanie jednak jest zabronione.